# La Bastida de Sort

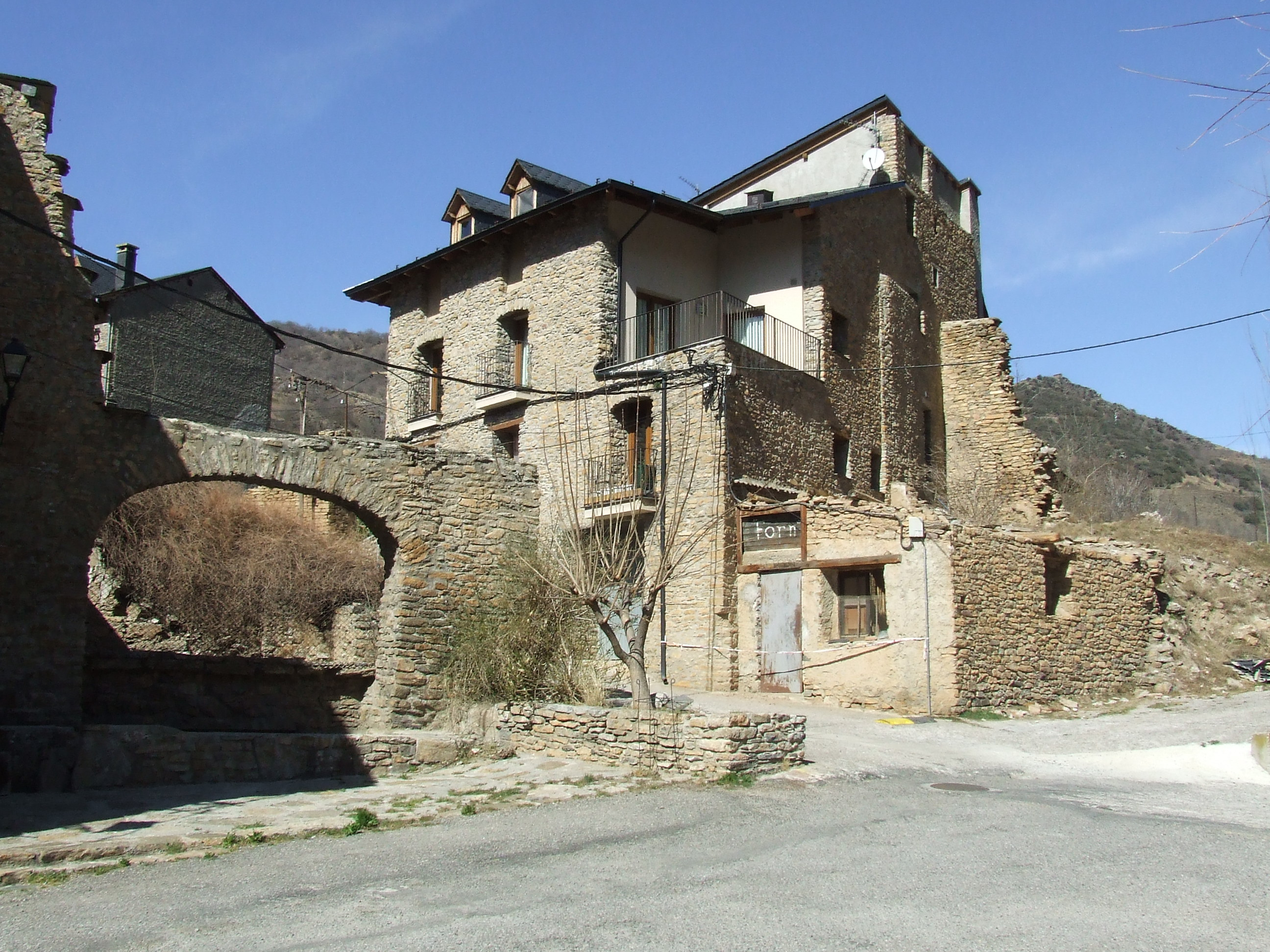
Sector del poble on degué ser la Bastida que dona nom al poble

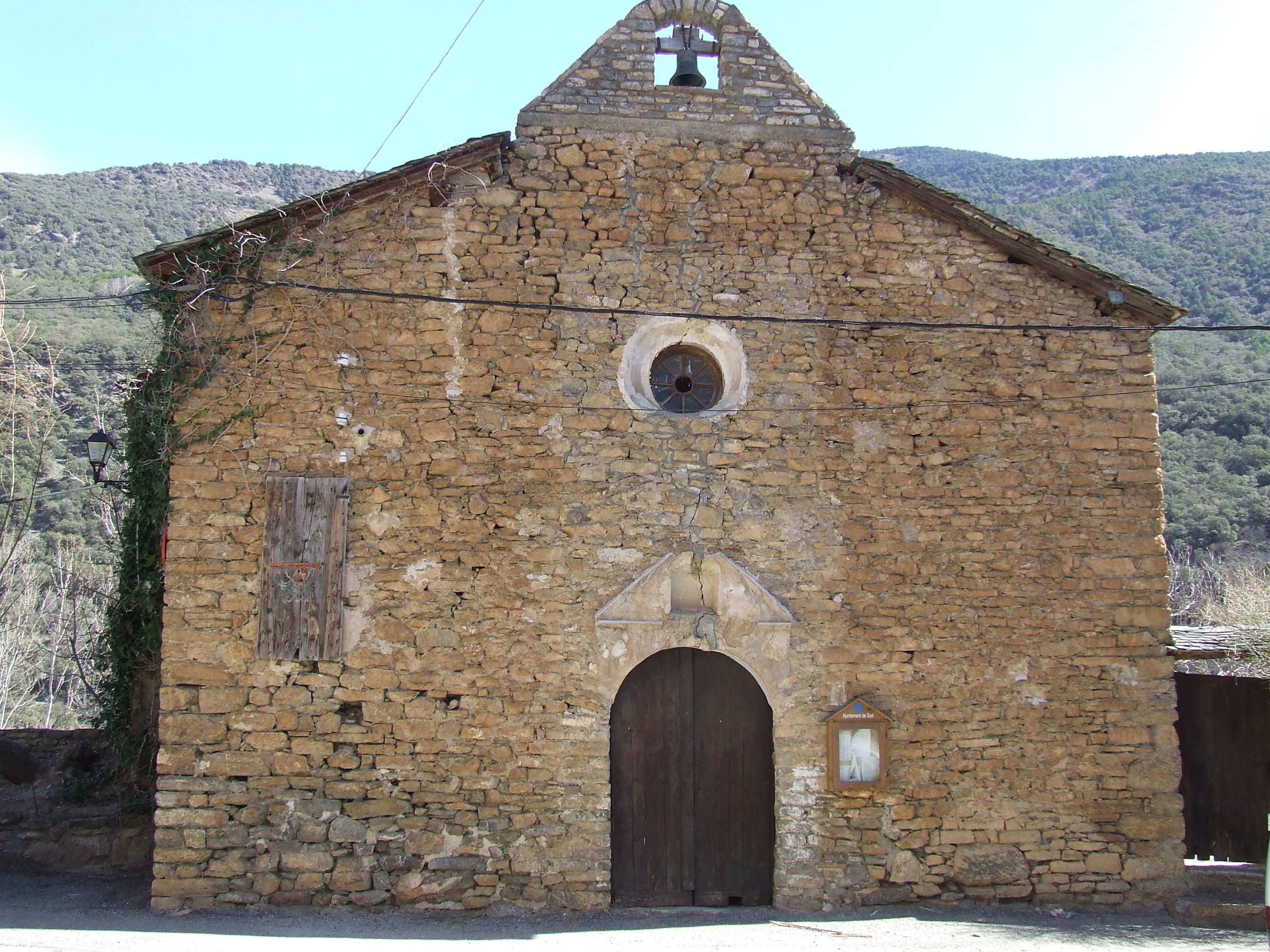
L'església parroquial de la Bastida

La Bastida de Sort, denominat simplement la Bastida en el seu entorn, és un poble del terme municipal de Sort, a la comarca del Pallars Sobirà. Fins al 1976 formà part del terme primigeni de Sort, tot i que entre el 1812 i el 1847 disposà d'ajuntament propi.
La Bastida de Sort és al nord de la vila cap del municipi i de la comarca, i representava un dels seus elements defensius. Es troba al capdavall de la Vall d'Àssua, a la dreta de la Noguera Pallaresa i també a la dreta del Barranc del Prat del Gitano, al sud-oest d'on el barranc s'aboca en el riu. És al peu de la carretera LV-5223, justament en el punt quilomètric 1, a un quilòmetre de la vila de Sort.
La seva estratègica situació damunt de les valls d'Àssua i de la Noguera Pallaresa just en el lloc d'enllaç entre Sort i Rialb justifiquen la presència en aquest lloc d'un castell, que és el que motiva el nom del poble. A més, just dessota del pobles les Roques de la Bastida formen un petit congost que estreny el pas per la vora del riu.

## Etimologia
Es tracta d'un topònim romànic medieval, de caràcter descriptiu: la Bastida (construcció) de Sort, possiblement defensiva.

## Geografia

### El poble de la Bastida de Sort
Es tracta d'un petit poble situat en un petit pla, disposades formant pràcticament un sol carrer i una plaça. L'església de Sant Martí i el cementiri són a l'extrem sud-oriental del petit nucli.

## Les cases del poble[1]
- Casa Calderó
- Casa Campà
- Casa Carrera
- Casa Coi
- Casa Conill
- Casa Grau
- Casa Martí
- Casa Morgó
- Casa Paraire
- Casa Però
- Casa Portaler
- La Rectoria
- Casa Rotí
- Casa Saliner
- Casa Xato

## Història

### Edat moderna
En el fogatge del 1553, la Bastida declara 5 focs laics (uns 25 habitants).

### Edat contemporània
Abans de començar les guerres carlines i d'aplicar-se les desamortitzacions i l'extinció dels senyorius, la Bastida, que era senyoriu compartir dels marquesos de Pallars i dels vescomtes de Vilamur, tenia 136 habitants.
Pascual Madoz dedica un breu article del seu Diccionario geográfico... a la Bastida de Sort. La defineix com a localitat amb ajuntament, situada en el pla, en el vessant d'una muntanya, on la combaten els vents del nord, per la qual cosa el clima és fred, però saludable. Formaven el poble 13 cases i l'església parroquial de Sant Martí, servida per un rector nomenat per la diòcesi o bé pel rei, segons el mes en què quedava vacant. Esmenta una font de bona aigua, que encara serien més bones si no travessessin per uns prats que les adulteren. El territori del poble, travessat per la Noguera Pallaresa, és bastant fèrtil, i participa tant de pla com de muntanya, amb zones de regadiu. S'hi produïa blat, sègol, ordi, llegums, hortalisses, fruites i pastures amb què es peix el bestiar de vaques, mules, ovelles i cabres. Formaven el poble 13 veïns (caps de casa) i 54 ànimes (habitants).
Segons Ceferí Rocafort, la Bastida comptava a començament del segle xx amb 37 edificis i 56 habitants.

## Demografia[5]
| 1857 | 1888 | 1900 | 1910 | 1920 | 1930 | 1940 | 1950 | 1960 | 1970 | 1981 | 1991 | 2000 | 2002 | 2004 | 2006 | 2008 | 2010 | 2011 |
| ---- | ---- | ---- | ---- | ---- | ---- | ---- | ---- | ---- | ---- | ---- | ---- | ---- | ---- | ---- | ---- | ---- | ---- | ---- |
| 103  | 94   | 56   | 63   | 69   | 58   | 39   | 36   | 34   | 15   | 11   | 13   | 15   | 15   | 15   | 15   | 20   | 30   | 33   |